# Château de Brantes
Le château de Brantes est un château construit au XVIIIe siècle sur la commune de Sorgues dans le département de Vaucluse, en région Provence-Alpes-Côte d'Azur.

## Historique
La première mention du domaine apparaît en 1565 dans un acte du notaire Labeau Driveti qui cite une "grange" dont il est propriétaire. Dans le Comtat Venaissin, une grange est une maison isolée dans la campagne. Puis, le 9 janvier 1602, le domaine est acquis par damoiselle Marie de Saraval et son époux, le capitaine Pompée de Sylvan, d'origine italienne. Veuve, en 1619, elle vend son bien pour 1000 écus, à Ulivieri Del Bianco. Probablement par souci d'intégration, ce dernier transformera son nom en Olivier de Blanc à l'occasion de son mariage.
Le château actuel est construit au XVIIIe siècle par Pierre del Bianco (né le 17 avril 1653 à Avignon et mort en 1735), petit fils du précédent, marquis de Brantes par achat du 12 septembre 1696. Il est payeur des soldats de l'État papal d'Avignon.
En 1816, le général-comte Jean-Girard Lacuée de Cessac, ancien ministre de la Guerre, en fait l'acquisition sur son beau-père et avec son épouse Louise Augustine Sibylle Blanco de Brantes, ils font d'importants travaux de restauration et d'agrandissement. Ils créent le parc et plantent la forêt de platanes (ravagée ces dernières années par le chancre coloré). Après quoi, le domaine change plusieurs fois de propriétaires. 
En 1954, après une interruption de 113 ans, l'arrière-arrière petit-fils de Louise Augustine Sibylle Blanco de Brantes achète la propriété et entreprend des travaux de restauration.
Le parc et le jardin contemporain sont dessinés à partir de 1959 par le paysagiste danois Mogens Tvede (1897-1977) un des grands architectes-paysagistes de son époque, à la demande du nouveau propriétaire, Louis de Brantes. Il s'agrandît notamment de trois bassins miroirs, ornés de statues, et alimentés par les eaux de la Sorgue, ainsi que, plus tard, d'un jardin potager pédagogique.
Le château est inscrit au titre des monuments historiques le 6 novembre 1987 et le 26 septembre 2016.
Le parc a reçu du ministère de la Culture, en 2005, le label jardin remarquable.[réf. nécessaire] Le jardin est d'inspiration florentine par la présence de grands cyprès d'Italie (ou de Florence) qui donnent sa verticalité à l'ensemble ainsi que par la présence de l'eau dans ces bassins successifs. A noter que l'eau progresse de l'extérieur du mur vers le château en irriguant le jardin, comme en lui donnant vie. 
Il faut enfin remarquer le grand magnolia grandiflora, planté vers 1780 et d'un diamètre de près de 6 mètres. C'est aujourd'hui l'un des plus vieux d'Europe puisque le premier a été importé d'Amérique en 1711, à Paimbœuf, près de Nantes, en Bretagne. Ses grandes fleures blanches embaument l'air au moment de la floraison. 

### Le premier vol d'une "Montgolfière" à Brantes en 1784
Si le premier vol d'un ballon réalisé par les frères Montgolfier eu lieu à Annonay le 5 juin 1783, c'est au château de Brantes qu'eu lieu le premier vol en Provence.
Marc-Louis de Blanc, marquis de Brantes (1759-1830) avait créé un cabinet de physique où il se consacrait à diverses expériences. Grâce à la présence de papeteries dans la commune de Sorgues, il pu réaliser dès le début de 1784 des expériences et des démonstrations dans son jardin. Le "Courrier d'Avignon" du 2 janvier de cette année relate le vol d'un tel ballon qui "s'était élevé à quelques 1500 toises". Un gravure de Jean-Baptiste Guibert, relate un autre vol d'un aérostat  de l'aventureux homme, en date du 4 avril 1784.
Plusieurs éléments de décoration du jardin rappellent cet événement et l'ensemble de ces expériences nouvelles.

## Un domaine enraciné dans son territoire et sonépoque
Riche d'une telle histoire, ce domaine est aujourd'hui un lieu de culture, d'échanges et d'apprentissages.
- de culture, par les expositions et animations qui s'y tiennent périodiquement. En particulier les "Rendez-vous au jardin", tous les ans, le premier weekend de juin. En 2025, les 7 et 8 juin, sur le thème "graines de rêve au fil de l'eau"[9]
- d'échanges par l'accueil d'ateliers et de conférences autour des jardins et de la terre.
- d'apprentissage par l'accueil de groupes et de scolaires par le Potager pédagogique, "La Gioventu", labellisé ECOCERT qui permet à des enfants de découvrir la nature mais aussi le lien avec l'alimentation[10].